# Quentecaus III
Quentecaus III (Khentkaus III), foi uma rainha do Antigo Egito que viveu durante a V Dinastia. É provável que tenha sido a previamente desconhecida esposa do faraó Neferefré, um governante menor da V Dinastia que terá estado no trono durante apenas dois ou três anos, e mãe do faraó Menquerés. Inscrições no túmulo indicam que o seu nome era Quentecaus. Existem evidências que sugerem que a rainha teria sido identificada como "esposa do rei". Após Menquerés subir ao trono, passou a ser identificada como "mãe do rei".
Em 4 de janeiro de 2015, a descoberta do seu túmulo por arqueólogos checos foi anunciada pelas autoridades egípcias.  Antes disso, de acordo com as palavras do ministro de Antiguidades do Egito, Mamdouh Eldamaty, não havia conhecimento prévio sobre a existência dessa mulher. Até então, já havia conhecimento da existência de duas rainhas egípcias com o mesmo nome.

## Tumba
O túmulo de Quentecaus III foi descoberto em Abusir, uma velha necrópole ao sudoeste do Cairo, onde existem várias pirâmides dedicadas a faraós da V Dinastia (2994-2345 a.C.), incluindo Neferefré. O local é conhecido como o "sítio dos reis esquecidos", já que esta era histórica é menos famosa e de arquitetura mais pobre do que a IV Dinastia. A tumba foi encontrada perto do complexo fúnebre Neferefré por uma equipa de arqueólogos do Instituto Checo de Egiptologia liderada por Miroslav Barta, da Universidade Carolina, Praga. O nome e colocação de Quentecaus foram inscritos nas paredes internas do túmulo, provavelmente pelos construtores. O próprio Neferefré foi sepultado na curiosa "Pirâmide Inacabada", assim chamada porque durante a sua construção apenas a base da mesma teria sido terminada. Isso sucedeu-se porque o domínio deste faraó foi muito curto, o que não permitiu o seu acabamento, obrigando a que a estrutura fosse mais tarde reestruturada como uma mastaba, um tipo de túmulo que já estava a cair em desuso naquela época, embora não totalmente. Apesar de casos com o de Neferefré obrigarem os arquitetos a improvisar deste modo, nobres menores ainda recorreriam a mastabas para os seus funerais durante muitos séculos após o advento da pirâmide, considerando os seus baixos recursos.
Os arqueólogos checos também encontraram estatuetas e 24 utensílios feitos de pedra calcária, juntamente com quatro utensílios de cobre (que faziam parte dos objetos funerários). Os relevos no túmulo identificam-na como sendo "esposa do rei" e "mãe do rei", após o seu filho subir ao trono. A tumba data de meados da V Dinastia. Os arqueólogos acreditam que se trate da esposa de Neferefré, uma vez que se encontrava perto do seu complexo, um pequeno cemitério a sudoeste do complexo. Damaty explicou que a descoberta poderia "ajudar a lançar luz sobre certos aspectos desconhecidos da V Dinastia, que junto com a IV Dinastia, testemunhou a construção das primeiras pirâmides". Abusir foi usado como um cemitério do reino antigo para a antiga capital egípcia de Mênfis.